# Max Houkes
Max Houkes (* 3. Juli 2000 in Emmen) ist ein niederländischer Tennisspieler.

## Karriere
Houkes spielte nur selten auf der ITF Junior Tour und kam in der Jugend-Rangliste bis Platz 578.
Bei den Profis spielte Houkes 2018 erste Turniere. In diesem Jahr konnte er sich im Einzel auch in der Tennisweltrangliste platzieren. 2019 erreichte er auf der drittklassigen ITF Future Tour sein erstes Halbfinale, im Doppel gewann er seine ersten zwei Titel. 2020 kamen zwei weitere hinzu. Ende des Jahres stand er im Einzel auf Platz 831 und im Doppel auf Rang 654. 2021 gewann er drei weitere Titel im Doppel, während er im Einzel 200 Plätze verlor.
2022 gelang Houkes ein Durchbruch im Einzel. Nachdem er zuvor nie ein Finale erreicht hatte, gelang ihm dies dieses Jahr sechsmal im Einzel, viermal gewann er auch den Titel. Damit hatte er genug Punkte, um bei Turnieren der ATP Challenger Tour in der Qualifikation zu starten. Bei seinem ersten Challenger in Amersfoort gewann er gegen die Nummer 94 der Welt, Carlos Taberner und zog ins Viertelfinale ein. Drei weitere Male überstand er noch die Qualifikation. Im Doppel trat er 2022 seltener an. Dennoch konnte er in Lima, der erste Challenger im Doppel, den ersten Titel auf der Tour gewinnen. Das Jahr beendete er auf Platz 342 im Einzel und Rang 552 im Doppel, jeweils knapp hinter seinem Karrierebestwert.

## Erfolge
| Legende (Anzahl der Siege) |
| Grand Slam                 |
| ATP Finals                 |
| ATP Tour Masters 1000      |
| ATP Tour 500               |
| ATP Tour 250               |
| ATP Challenger Tour (3)    |

### Doppel

#### Turniersiege
| Nr. | Datum            | Turnier    | Belag | Partner        | Finalgegner                       | Ergebnis           |
| --- | ---------------- | ---------- | ----- | -------------- | --------------------------------- | ------------------ |
| 1.  | 29. Oktober 2022 | Lima       | Sand  | Jesper de Jong | Guido Andreozzi Guillermo Durán   | 7:66, 3:6, [12:10] |
| 2.  | 2. März 2024     | Kigali (1) | Sand  | Clément Tabur  | Pruchya Isaro Christopher Rungkat | 6:3, 7:64          |
| 3.  | 1. März 2025     | Kigali (2) | Sand  | Jesper de Jong | Geoffrey Blancaneaux Zdeněk Kolář | 6:3, 7:5           |